# Steve Warson contre Michel Vaillant
 (février 2017).
Si vous disposez d'ouvrages ou d'articles de référence ou si vous connaissez des sites web de qualité traitant du thème abordé ici, merci de compléter l'article en donnant les références utiles à sa vérifiabilité et en les liant à la section « Notes et références ».
Steve Warson contre Michel Vaillant est le trente-huitième tome de la série Michel Vaillant, paru en 1981. Suite de l'album L'Inconnu des 1000 pistes, il a pour thème principal la lutte entre Michel Vaillant et Steve Warson, désormais dans des écuries concurrentes, dans le championnat du monde de Formule 1.

## Synopsis
Désormais épaulé chez Vaillante par Didier Pironi et Frank "Indy" Wood, Michel Vaillant part à la conquête d'un nouveau titre mondial en formule 1. En cours de saison, Steve Warson revient sur la grille de départ. L'Américain a été engagé chez Ferrari aux côtés de Gilles Villeneuve et il doit étrenner en course la nouvelle Ferrari à moteur turbo.